# Пителин, Виктор Алексеевич
Виктор Алексеевич Пителин (8 ноября 1923, Богородск, Московская губерния — 26 февраля 2009) — советский и российский журналист, партийный и общественный деятель. Почётный гражданин Ногинска (1993).

## Биография
Виктор Пителин родился 8 ноября 1923 года в городе Богородск Московской губернии (сейчас Ногинск Московской области).
В 1941 году окончил ногинскую среднюю школу № 10 (сейчас № 1) и уже в августе был призван в Красную армию. Участвовал в Великой Отечественной войне в составе 23-й инженерно-сапёрной бригады 39-й гвардейской стрелковой дивизии 5-го воздушно-десантного корпуса. Участвовал в обороне Москвы, Сталинградской битве, снятии блокады Ленинграда, освобождении Прибалтики. Закончил войну в звании сержанта.
В августе-сентябре 1945 года участвовал в советско-японской войне в составе 1-го Дальневосточного фронта.
После демобилизации был секретарём комитета комсомола в Ногинском ремесленном городском профтехучилище, секретарём комсомольского комитета Глуховского хлопчатобумажного комбината. Вскоре был направлен на учёбу в Москву в школу ЦК ВЛКСМ.
После этого начал журналистскую карьеру. Сначала работал в Узбекской ССР, где заведовал отделом республиканской газеты «Комсомол Туркестана». Оттуда перешёл на работу в тульскую областную комсомольскую газету «Молодой коммунар».
Впоследствии работал заместителем заведующего отделом пропаганды и агитации Ногинского горкома КПСС. В 1969—1983 годах был главным редактором районной газеты «Знамя коммунизма».
В 1983 году вышел на пенсию, после чего сосредоточился на общественной деятельности. Пителин был первым заместителем председателя районного Совета ветеранов войны и труда, помогал решать социальные проблемы ветеранов. Занимался патриотической работой среди детей, проводил в школах уроки мужества. Продолжал сотрудничать с районной газетой, публикуя воспоминания о войне и статьи на другие темы.
Награждён орденами Славы III степени, Отечественной войны I степени (6 апреля 1985), медалями, в том числе «За оборону Москвы», «За оборону Ленинграда», «За оборону Сталинграда».
6 декабря 1993 года был удостоен звания почётного гражданина Ногинска.
Умер 26 февраля 2009 года после тяжёлой продолжительной болезни. Похоронен в Ногинске.